# Ternyck Needle
Die Ternyck Needle (in Argentinien Colina Ternyck, in Chile Monte Aguja Ternyck) ist ein markanter und 365 m (nach britischen Angaben 435 m) hoher Nunatak auf King George Island im Archipel der Südlichen Shetlandinseln. Er ragt 2,5 km östlich der Einfahrt zum Martel Inlet an der Basis der Krakau-Halbinsel zwischen der Admiralty Bay und der King George Bay auf.
Kartiert wurde der Nunatak bei der Fünften Französischen Antarktisexpedition (1908–1910) unter der Leitung des Polarforschers Jean-Baptiste Charcot. Der weitere Benennungshintergrund ist unbekannt. Möglicher Namensgeber ist ein Sponsor der Forschungsreise.